# Peter Mazan
Peter Mazan (* 13. května 1990, Bojnice) je slovenský záložník, od září 2016 hráč polského klubu RKS Raków Częstochowa.

## Klubová kariéra
Svou fotbalovou kariéru začal v HFK Prievidza. Od dorostu působil v FK AS Trenčín, kde se postupně propracoval v roce 2009 do prvního mužstva. V sezoně 2013/14 hostoval v prvoligovém klubu FC ViOn Zlaté Moravce.
31. srpna 2014 odešel hostovat do dalšího slovenského prvoligového týmu Dukla Banská Bystrica., poté v roce 2015 opět hostoval ve ViOnu Zlaté Moravce. V sezóně 2015/16 hrál za MFK Skalica v nejvyšší slovenské lize, klub však na jejím konci sestoupil do druhé ligy a Mazanovi skončila smlouva.
V současnosti hraje za klub RKS Radomiak Radom

## Reprezentační kariéra
Mazan reprezentoval Slovensko v mládežnické kategorii U21.